# Teste de arma nuclear

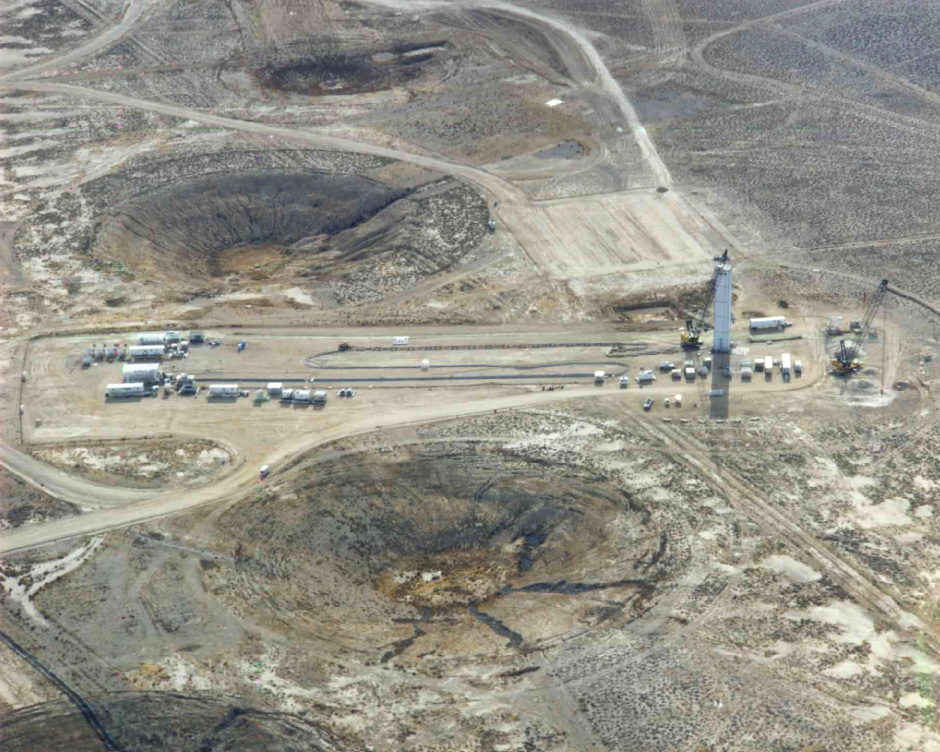
Preparação para um teste nuclear subterrâneo na Área de Testes de Nevada, nos anos 1980. Na fotografia está visível o equipamento de monitorização do teste, bem como as crateras de abatimento criadas por anteriores testes nucleares subterrâneos.

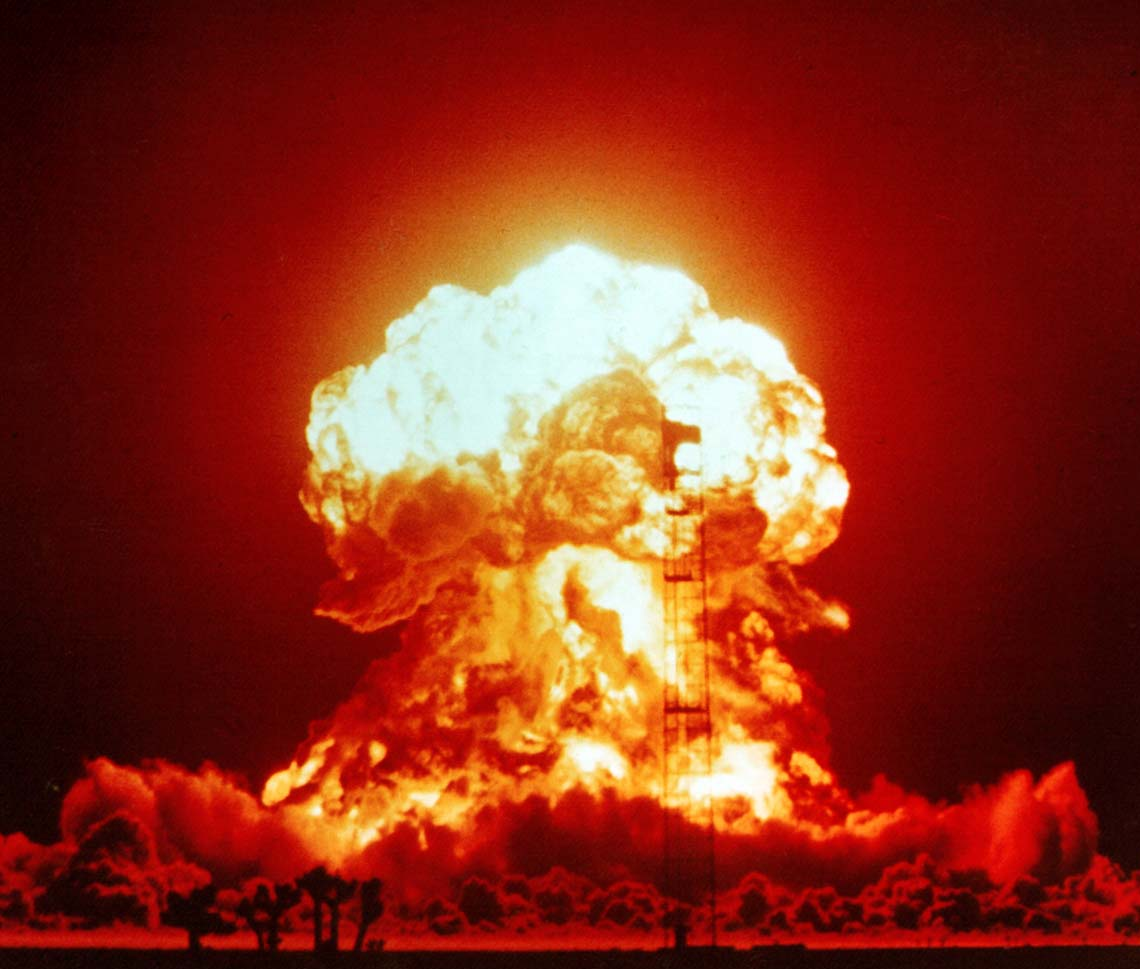
Teste nuclear realizado em 18 de abril de 1953 na Área de Testes de Nevada.

Uma explosão nuclear de teste é uma experiência que envolve a detonação de uma arma nuclear. As motivações para o teste podem, normalmente, ser categorizadas como a verificação da arma em si, se funciona, ou estudar o seu funcionamento e seus efeitos (como a arma se comporta sob condições diversas, e como estruturas se comportam quando submetidas à arma). No entanto, o teste nuclear tem sido também usado como demonstração da força militar e científica do país que o realiza.
Testes de armas nucleares são, normalmente, classificados como sendo "atmosféricos" (na atmosfera ou acima desta), "subterrâneas", ou "subaquáticas". De todos estes, são os testes subterrâneos levados a cabo em profundas minas são os que menos riscos de saúde colocam em termos de cinza nuclear. Testes atmosféricos, os quais entram em contacto com o solo ou com outros materiais, apresentam o risco mais elevado. Armas nucleares têm sido testadas sendo largadas de aviões, do alto de torres, suspensas de balões, em barcas no mar, presas a cascos de navios, e até disparadas por foguetões para o espaço exterior.
O primeiro teste atómico da história foi levado a cabo pelos Estados Unidos em 16 de julho de 1945. A Experiência Trinity, arma desenvolvida pelo Laboratório Nacional de Los Alamos, teve uma potência aproximadamente equivalente a 20 kton. A primeira bomba de hidrogénio, de nome de código Ivy Mike, foi testada no atol Enewetak, nas Ilhas Marshall, a 1 de novembro de 1952, também pelos Estados Unidos. A maior arma nuclear alguma vez testada foi a Tsar Bomba da União Soviética, em Nova Zembla, com uma potência estimada de 57 Mton.
Em 1963, todos os estados nucleares e vários não-nucleares assinaram o Tratado de Interdição Parcial de Ensaios Nucleares, comprometendo-se a não testarem armas nucleares na atmosfera, debaixo de água, ou no espaço exterior. O tratado permitia testes subterrâneos. A França continuou os seus testes atmosféricos até 1974, enquanto a República Popular da China continuou até 1980. O último teste subterrâneo por parte dos Estados Unidos foi em 1992, por parte da União Soviética em 1990, Reino Unido em 1991, e França e China até 1996. Após adotarem o Tratado de Interdição Completa de Ensaios Nucleares em 1996, todos estes estados se comprometeram a descontinuar todos os ensaios nucleares. A Índia e o Paquistão, ambos não-signatários, realizaram os últimos testes nucleares em maio de 1998. No atual século, apenas seis testes nucleares foram executados, em 2006, 2009, 2013, janeiro de 2016, setembro de 2016 e setembro de 2017, todos pela Coreia do Norte e seu polêmico programa nuclear.

## História

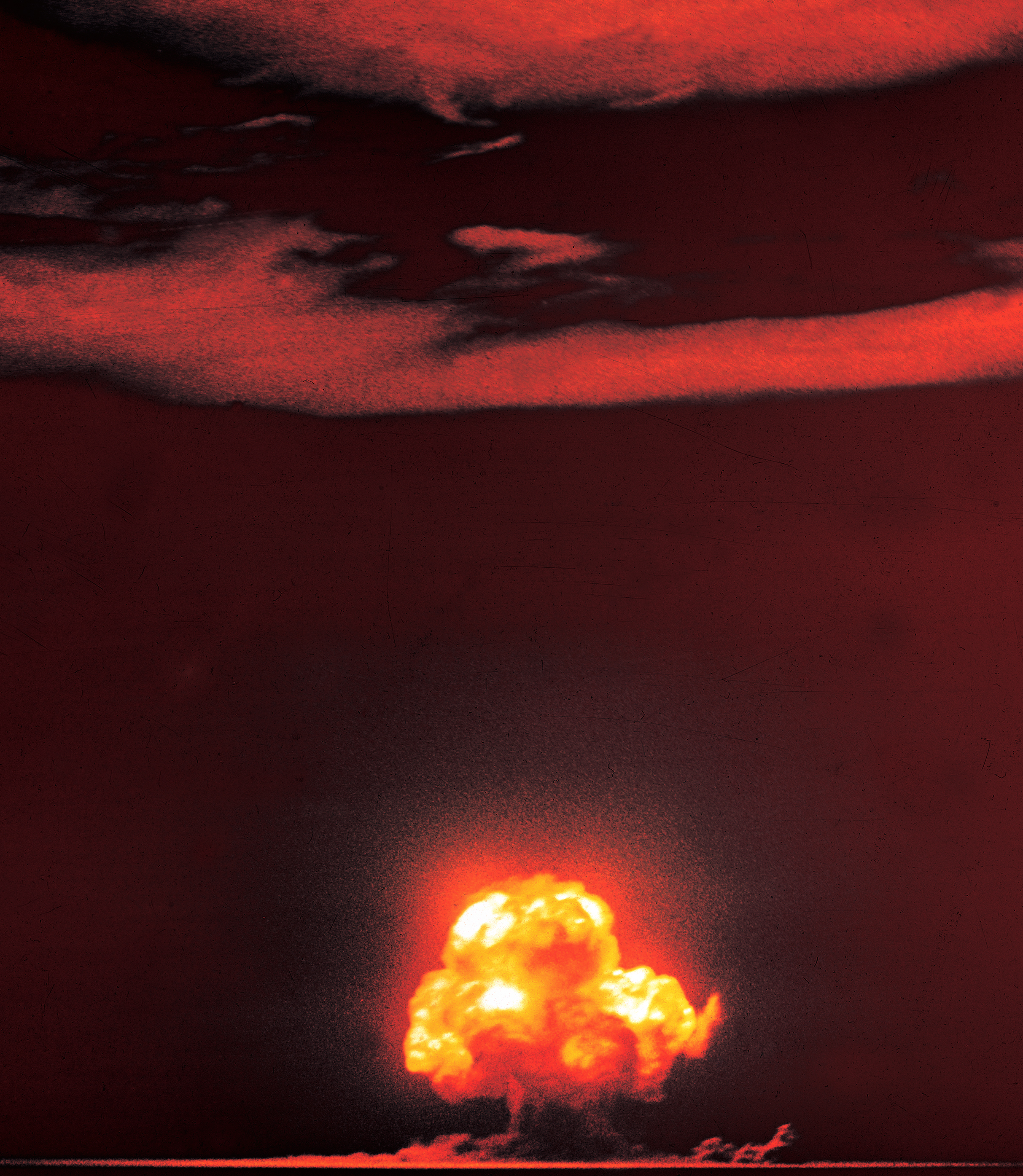
O primeiro teste nuclear, Trinity, teve lugar em 16 de julho de 1945.

O primeiro teste nuclear foi conduzido pelos Estados Unidos em 16 de julho de 1945, durante o Projecto Manhattan, tendo recebido o nome de código Trinity. O teste teve como objetivo confirmar se o desenho de armas nucleares de tipo implosivo era praticável, e para dar aos cientistas e militares uma ideia qual o tamanho e efeitos de uma explosão nuclear antes de tais armas serem usadas em combate contra o Japão. Embora o ensaio tenha dado uma boa aproximação de muitos dos efeitos físicos da explosão, não contribuiu apreciavelmente para a compreensão das cinzas nucleares, as quais não foram compreendidas claramente pelos cientistas do Projecto até aos bombardeamentos de Hiroshima e Nagasaki.
Os Estados Unidos conduziram apenas seis testes antes da União Soviética desenvolver a sua primeira bomba atómica, de nome de código Joe 1 (seu nome oficial era RDS-1), e testá-la a 29 de agosto de 1949. A início, nenhum dos dois países tinha muitas armas nucleares de reserva, pelo que os testes eram em número limitado (quando os Estados Unidos usaram duas armas na sua Operação Crossroads em 1946, estavam a explodir mais de 20% do seu arsenal da altura). No entanto, na década de 1950, os Estados Unidos tinham já estabelecida uma área de ensaios no seu próprio território (Área de ensaios de Nevada) e estavam também a usar uma área de ensaios nas Ilhas Marshall (Zona de Testes do Pacífico) para testes nucleares extensivos. Os testes iniciais foram usados para discernir os efeitos militares de armas nucleares (Crossroads avaliaram o efeito de armas nucleares num navio, e como se comportam subaquaticamente) e para testar novos desenhos de armas. Durante os anos da década de 1950, estes incluíram novos designs de bomba de hidrogénio, os quais foram testados no Pacífico, e também novos e melhorados desenhos de armas. A União Soviética iniciou também os seus testes, numa escala limitada, inicialmente no Cazaquistão. Durante as últimas fases da Guerra Fria, no entanto, ambos os países desenvolveram programas de testes acelerados, ensaiando várias centenas de bombas durante a segunda metade do século XX.

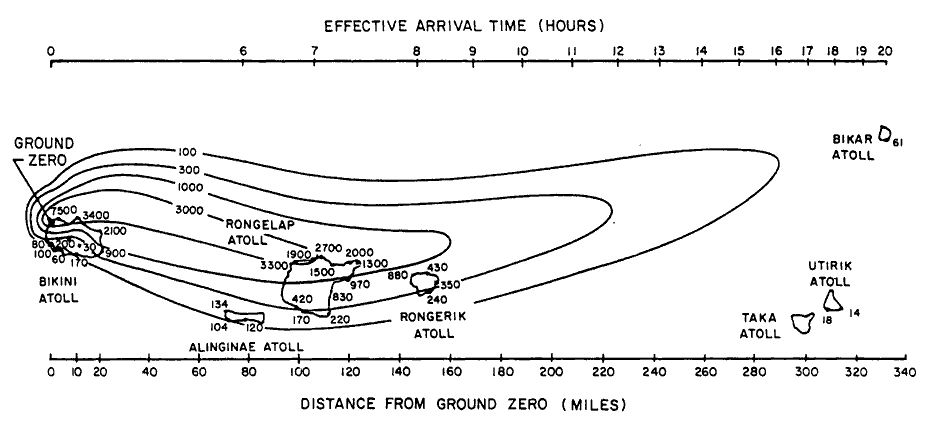
A explosão Castle Bravo espalhou cinzas nucleares por mais de 160 km de oceano, incluindo ilhas habitadas, em 1954.

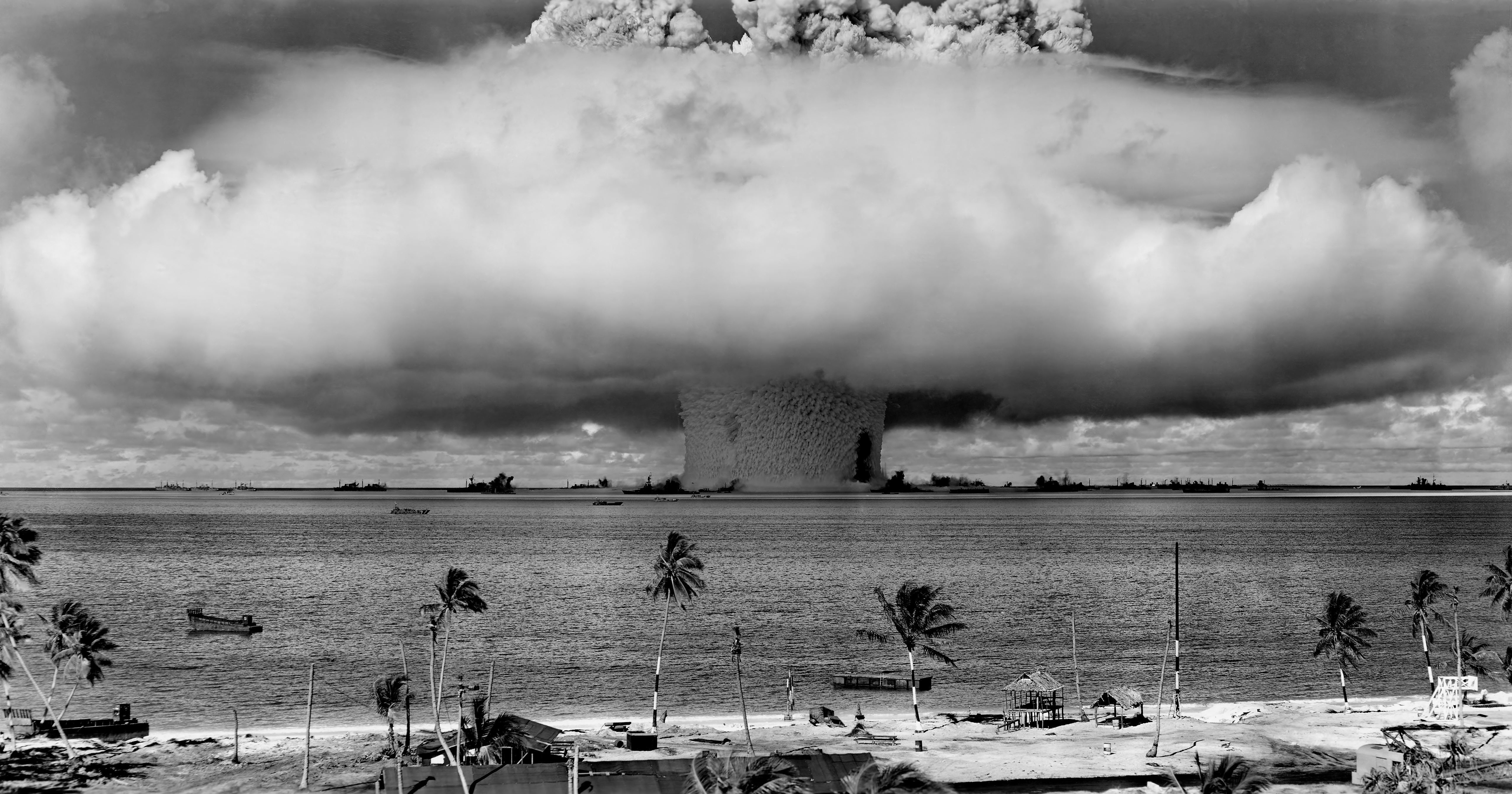
Operação Crossroads (Operation Crossroads), em 25 de julho de 1946 no atol de Bikini.

Testes nucleares podem acarretar diversos perigos. Vários destes ficaram conhecidos no ensaio Castle Bravo, realizado pelos Estados Unidos em 1954. O desenho da arma era, basicamente, uma nova forma de bomba de hidrogénio, tendo os cientistas subestimado o quão vigorosamente alguns dos materiais da arma viriam a reagir. Como resultado, a explosão - com uma potência de 15 Mton - foi mais de duas vezes mais poderosa do que o previsto. À parte este problema, a arma gerou também uma grande quantidade de cinzas radioativas, mais do que a antecipada, e uma mudança no padrão climatérico provocou o espalhamento das cinzas numa direção que não tinha sido evacuada a tempo. A mancha de cinzas espalhou altos níveis de radiação por mais de 160 km, contaminando várias ilhas habitadas em atóis vizinhos (as populações tiveram de ser evacuadas, muitas sofrendo de queimaduras de radiação e, mais tarde, de outros efeitos como elevada taxa de cancro e de defeitos de nascença), bem como uma embarcação de pesca japonesa. Um dos seus membros faleceu devido a envenenamento radioativo após ter retornado ao porto, temendo-se que o peixe transportado pela embarcação tivesse entrado na cadeia japonesa de fornecimento alimentar.

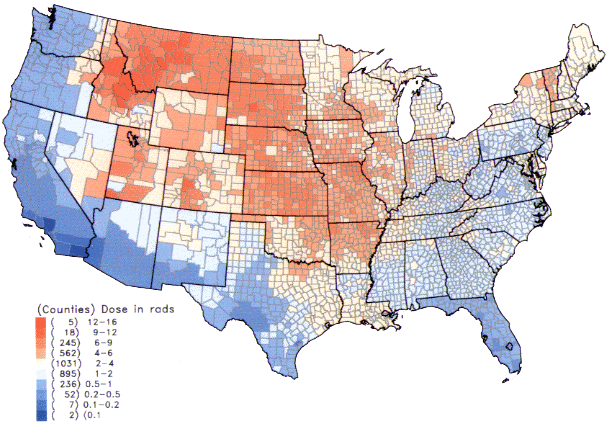
Devido a preocupações com as quantidades de cinzas nucleares a nível mundial, o Tratado de Interdição Parcial de Ensaios Nucleares foi assinado em 1963. Acima encontram-se as doses na tiroide nos Estados Unidos (zona continental) resultando de todas as rotas de exposição de todos os testes nucleares atmosféricos conduzidos na Área de ensaios de Nevada, de 1951 a 1962.

Castle Bravo foi o pior acidente nuclear dos Estados Unidos, mas muitos dos seus problemas constituintes - enorme e imprevisível potência, mudança de padrões climatéricos, contaminação não planeada de populações e respectivas cadeias de fornecimento alimentar - ocorreram, igualmente, durante ensaios levados a cabo por outros países. Preocupações acerca de espalhamento de cinzas nucleares a nível mundial levaram, eventualmente, ao Tratado de Interdição Parcial de Ensaios Nucleares em 1963, o qual limitou os seus signatários a ensaios subterrâneos. Tal, no entanto, não levou a que todos os ensaios em curso cessassem, mas como os Estados Unidos e a União Soviética terminaram os seus testes atmosféricos, tal representou um corte substancial no número de testes total acima do solo, já que cerca de 86% dos ensaios a nível mundial eram levados a cabo por aqueles dois países. A França continuou os seus ensaios atmosféricos até 1974, e a República Popular da China até 1980.
Quase todas as novas potências nucleares anunciaram a sua posse de tais armas com um ensaio nuclear. A única potência nuclear reconhecida que reclama nunca ter conduzido um teste é a África do Sul (que, desde então, afirma ter desmantelado completamente o seu arsenal após o fim do regime do Apartheid). O Estado de Israel é considerado pela maioria das agências de informação de vários países como possuindo um arsenal nuclear de tamanho considerável, embora nunca tenha levado a cabo testes. Peritos discordam quanto ao facto de ser possível possuir arsenais nucleares fiáveis - em especial aqueles que usam desenhos avançados de ogivas, tais como bombas de hidrogénio e armas miniaturizadas - sem testar, embora todos concordem ser muito improvável o desenvolvimento de inovações nucleares significativas sem proceder a ensaios. Uma outra aproximação é usar supercomputadores para conduzir ensaios "virtuais", mas o valor destas simulações sem verdadeiros dados resultantes de um teste são considerados pobres e insuficientes.

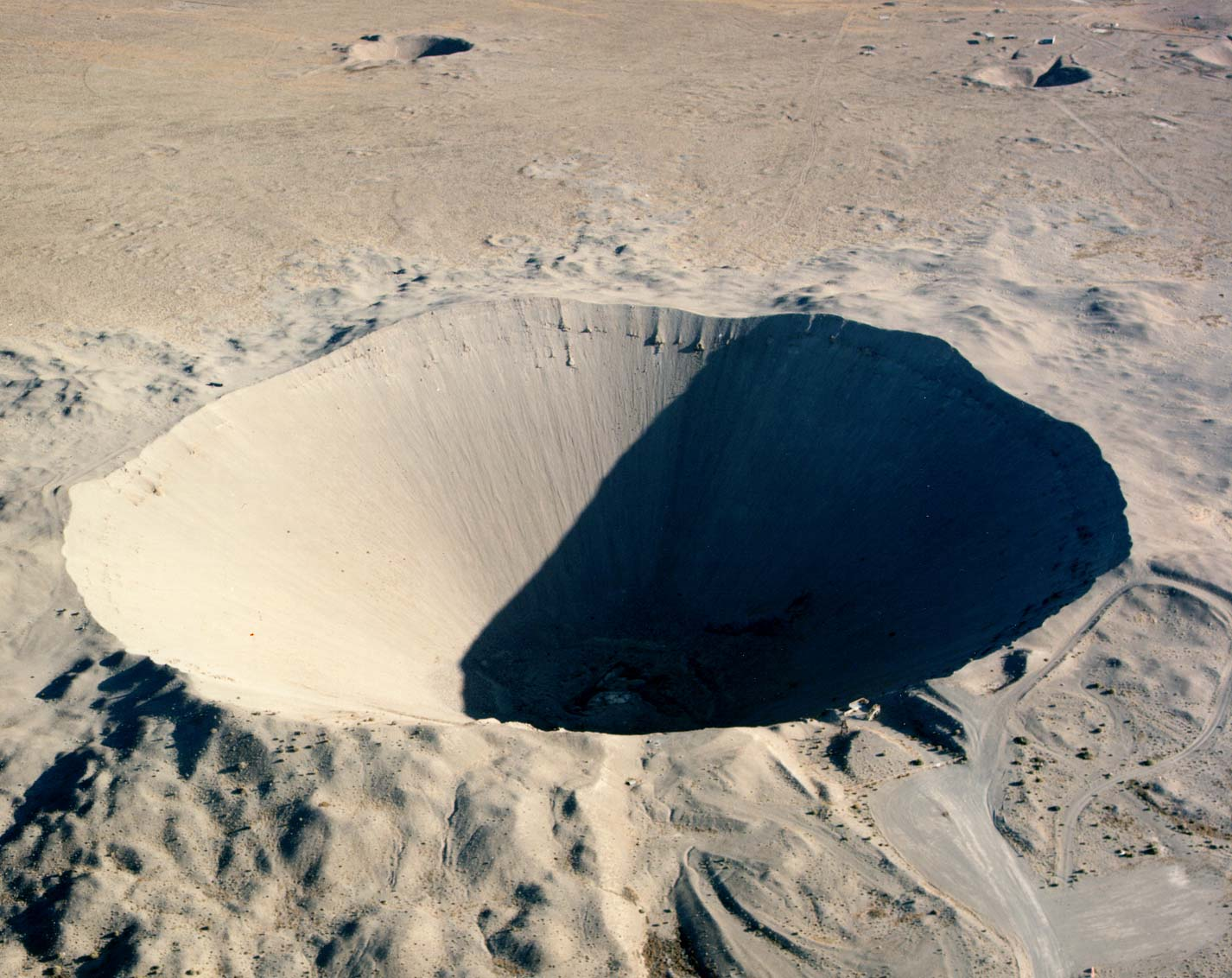
O ensaio Sedan, em 1962, foi uma experiência levada a cabo pelos Estados Unidos no uso de armas nucleares para escavar grandes quantidades de solo.

Alguns testes nucleares têm sido realizados com fins "pacíficos". Denominados explosões nucleares pacíficas, foram usados para avaliar se explosões nucleares poderiam ser usadas para fins não-militares, tais como a escavação de canais e portos artificiais, ou para estimular campos de petróleo e gás. Em muitos casos os resultados foram por demais radioativos para terem aplicabilidade e os programas provaram ser desfavoráveis tanto económica como politicamente.
Os testes nucleares têm também sido usados com claros propósitos políticos. O exemplo mais explícito foi a detonação, em 1961, da maior bomba nuclear alguma vez criada, a Tsar Bomba, um colosso de 50 Mton criado pela União Soviética. Esta arma era grande demais para ser usada contra um alvo inimigo, não se julgando que alguma outra similar tenha sido desenvolvida, com exceção da que foi detonada. A arma foi usada pela União Soviética não com o intuito de desenvolver uma arma real ou para fins científicos, mas como uma exibição do poder e força soviéticos. Tsar bomba era a princípio um artefato de 100 megatons, mas temendo que sua detonação resultasse num desastre de proporções globais, os soviéticos reduziram sua potência pela metade.
Têm, desde então, havido muitas tentativas de limitar o número e tamanho de testes nucleares; a maior foi o Tratado de Interdição Completa de Ensaios Nucleares de 1996, o qual não foi ratificado pelos Estados Unidos.  Desde então, este tema tem sido alvo de controvérsia nos Estados Unidos, com um número significativo de políticos a afirmarem que ensaios futuros poderão ser necessários para manter as envelhecidas ogivas da Guerra Fria. Devido aos testes nucleares serem vistos como impulsionadores de desenvolvimento de mais armas, muitos outros políticos opõem-se a testes futuros, tentando contrariar uma possível aceleração da corrida ao armamento. No século XXI, a Coreia do Norte é o único país que continua a conduzir testes nucleares.

## Ensaios nucleares por país

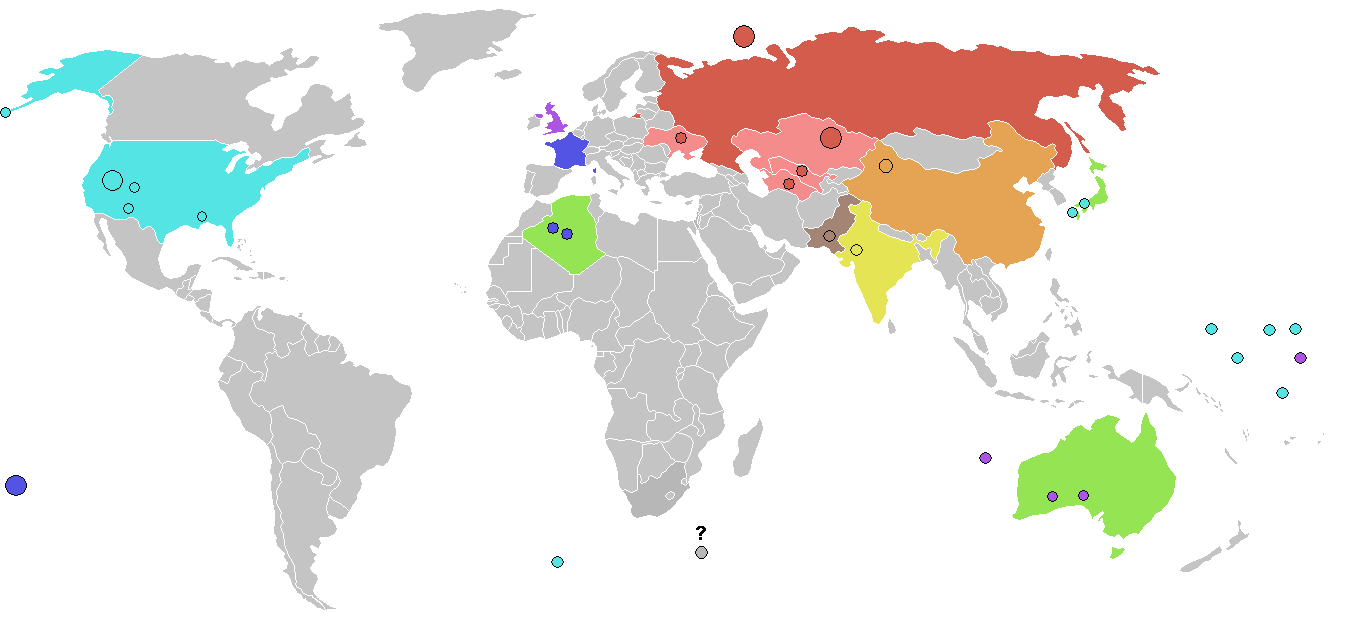
Localizações onde armas nucleares foram testadas ou usadas

As potências nucleares conduziram pelo menos 2 mil explosões nucleares de teste (os números são aproximados, já que alguns testes têm sido disputados):
- Estados Unidos: 1 050 testes (envolvendo 1 125 engenhos), a maior parte deles na área de testes de Nevada e na zona de testes do Pacífico nas Ilhas Marshall, com dez outros testes levados a cabo em vários pontos dos Estados Unidos, incluindo Alasca, Colorado, Mississippi, e Novo México.
- União Soviética: entre 715 e 969 ensaios, a maioria na área de testes da Sibéria e Nova Zembla, e mais alguns em vários pontos da Rússia, Cazaquistão, Turquemenistão e Ucrânia.
- França: 210 testes, a maior parte deles realizados em Reggane e Ekker, na Argélia, e Fangataufa e Moruroa, Polinésia Francesa.
- Reino Unido: 45 ensaios, 21 em território australiano, incluindo 9 no continente (Austrália do Sul, em Maralinga e Emu Field), e muitos outros em território dos Estados Unidos, como parte da colaboração com este último.
- China: 45 testes (23 atmosféricos e 22 subterrâneos, todos conduzidos na Base de testes de Lop Nur, em Malan, Xinjiang)
- Índia: 5 ou 6 testes, em Pokhran.
- Paquistão: entre 3 e 6 testes, em Chagai Hills.
- Coréia do Norte: 6 testes, todos na área de testes de Punggye-ri.[11]

Nos Estados Unidos, os testes nucleares com os piores efeitos em termos de contaminação radioativa foram realizados no estado de Nevada (população de 799 mil pessoas) e no atol Bikini (ilhas Marshal, no Oceano Pacífico, área de 5 km²); na Rússia, eles ocorreram no Polígono Semipalatinskij (população de 803 mil pessoas em territórios adjacentes) e na Nova Zembla (região de tundra e deserto ártico, com 83 mil km²). Outros países a realizar testes nucleares, em menor escala, foram França e China (Pivovarov & Mikhalov 2004).
Adicionalmente, poderá ter havido 3 alegadas/disputadas/não declaradas explosões nucleares (ver mais abaixo). Desde o primeiro ensaio nuclear em 1945 até ao último teste realizado pelo Paquistão em 1998, nunca houve um período de mais de 22 meses sem qualquer teste nuclear. Assim, o período de junho de 1998 até ao momento atual tem sido, de longe, o maior período desde 1945 sem testes nucleares declarados.

## Testes alegados
Há vários casos alegados/disputados/não declarados de países testando explosivos nucleares. O estado destes ensaios é, em alguns casos, incerto ou mesmo inteiramente colocado em causa pelos principais peritos nucleares.

### Japão
Existe um relatório em discussão acerca do programa atómico japonês ter testado uma arma nuclear na Coreia, a 12 de agosto de 1945, alguns dias depois dos bombardeamentos de Hiroshima e Nagasaki a 6 e 9 de agosto, e três dias antes de o Japão ter apresentado a sua rendição a 15 de agosto, mas tal facto é tido como altamente improvável.

### Israel e África do Sul
De acordo com dados fornecidos pelo satélite Vela, Israel e África do Sul podem ter detonado um dispositivo nuclear no Oceano Índico, a 22 de setembro de 1979. O episódio é conhecido como incidente Vela. Como houve dúvidas sobre a interpretação da imagem do satélite, ou seja, se o clarão mostrado na imagem corresponderia mesmo a uma explosão nuclear, a administração Carter, na época, designou uma comissão liderada pelo professor do MIT Jack Ruina, para analisar a confiabilidade da deteção do satélite. Essa comissão concluiu, em julho de 1980, que o lampejo mostrado pela imagem do satélite "provavelmente" significava uma explosão nuclear. No entanto, membros do Nuclear Intelligence Panel (NIP), coordenado por Donald Kerr, fizeram sua própria investigação. Mais tarde, Kerr afirmaria: "Nós não tínhamos dúvida de que era uma bomba". Embora os especialistas do NIP tivessem concluído que havia sido mesmo um teste nuclear e que esse teste fora feito por israelenses e sul-africanos, a Casa Branca determinou que não se discutisse publicamente o assunto, por razões de segurança nacional. Segundo o jornalista Seymour Hersh, a deteção correspondia ao terceiro teste nuclear realizado conjuntamente por Israel e África do Sul no Oceano Índico.

### Coreia do Norte
A 9 de setembro de 2004 foi noticiado nos órgãos de comunicação sul-coreanos que tinha ocorrido uma grande explosão na fronteira sino-norte-coreana. Esta explosão deixou uma cratera visível por satélite e originou uma nuvem de cogumelo de cerca de 3,2 km. Os Estados Unidos e a Coreia do Sul prontamente desvalorizaram esta notícia, afirmando ter sido um incêndio florestal que nada teve a ver com o programa nuclear da República Popular Democrática da Coreia.
No dia 9 de outubro de 2006 foi ocorreu o primeiro teste nuclear norte-coreano, informado pela agência oficial norte-coreana KCNA, ignorando todos os apelos internacionais. O teste resultou na detecção de "uma atividade sísmica" nas medições geológicas dos Estados Unidos. A explosão teve uma potência inferior a 1 quiloton. Especula-se que a bomba falhou ou teve um rendimento menor do que o esperado.
O segundo teste nuclear ocorreu em 2009, cuja potência atingiu 5 quilotons (por se tratar de uma estimativa, o valor é contestado. A Rússia afirma que atingiu 20 quilotons, enquanto os EUA afirmam se tratar de 2 kt).
O terceiro ocorreu em 2013, onde a explosão gerada é estimada em 10 quilotons.
Em janeiro de 2016, o quarto teste nuclear ocorreu, desta vez com o governo norte-coreano afirmando se tratar de uma bomba de hidrogênio. Entretanto, a baixa capacidade tecnológica do país e a baixa intensidade da explosão, estimada em 13 quilotons, causou ceticismo sobre a alegação norte-coreana, com a comunidade internacional chegando ao consenso de que se tratava na verdade de uma bomba de fissão intensificada.
Apenas 8 meses se passaram até o quinto teste, em 9 de setembro de 2016, supostamente com uma ogiva nuclear que poderia ser montada em um míssil de longo alcance. Essa explosão pode ter rendido até 30 quilotons.
Em 3 de setembro de 2017 foi realizado o sexto teste, com uma bomba muito mais potente.
Todas essas atividades foram severamente condenadas e repudiadas pela comunidade internacional.

### Alemanha
Hitlers Bombe, um livro publicado em língua alemã pelo historiador Rainer Karlsch em 2005, alega existirem provas de que a Alemanha Nazi dirigiu algum tipo de teste com um "engenho nuclear" (um dispositivo de fusão híbrido, diferente de qualquer arma nuclear moderna) em março de 1945, embora as referidas provas não tenham sido completamente avaliadas até ao momento e tenham sido postas em causa por muitos historiadores.

## Ogivas propulsionadas por mísseis

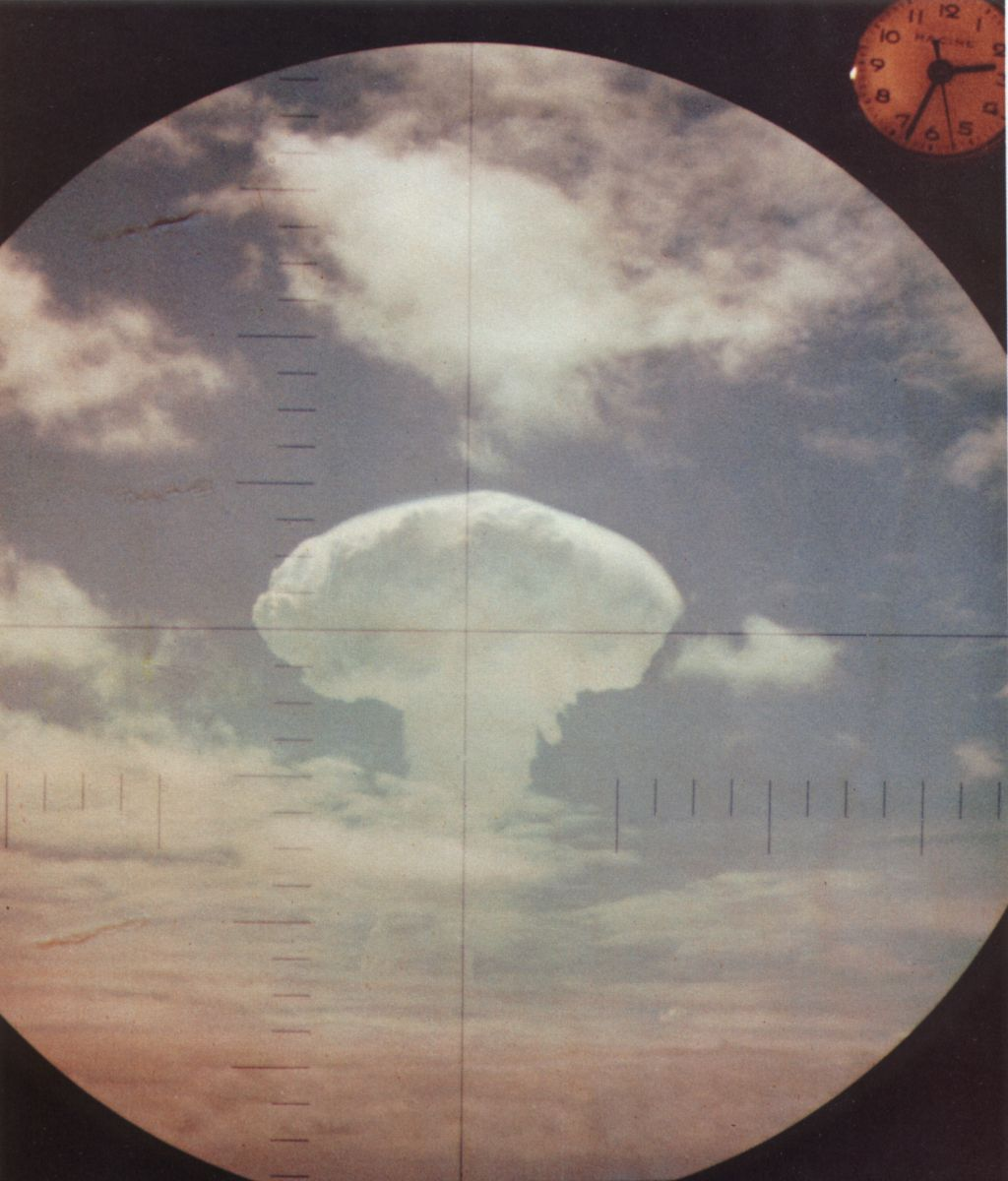
A explosão Frigate Bird, vista através do periscópio do USS Carbonero (SS-337)

Mísseis e ogivas nucleares têm sido, normalmente, testadas separadamente. O único teste real, levado a cabo pelos Estados Unidos, 
de um míssil operacional foi o seguinte:
- Frigate Bird - a 6 de maio de 1962, um míssil A-1 UGM-27 Polaris, com uma ogiva real de 600 kton, foi lançado do USS Ethan Allen (SSBN-608); voou 1 900 km, reentrou na atmosfera e explodiu a uma altitude de 3,4 km sobre o Pacífico Sul. O teste fez parte da Operação Dominic I. Planeada para dissipar as dúvidas existentes acerca da funcionalidade prática dos mísseis nucleares norte-americanos, a operação teve menor efeito do que o esperado, já que a matéria-prima da ogiva foi substancialmente modificada antes do teste, e o míssil testado foi um SLBM de relativa baixa altitude e não um míssil balístico intercontinental de grande altitude.

Outros testes reais com explosivos nucleares montados em mísseis, levados a cabo pelos Estados Unidos, são:
- Operação Argus - três testes
- A 1 de agosto de 1958 o míssil Redstone #CC50 iniciou o teste nuclear Teak, tendo sido detonado a uma altitude de 77,8 km. A 12 de agosto de 1958, o míssil Redstone #CC51 iniciou o teste nuclear Orange, explodindo a uma altitude de 43 km. Ambos os mísseis pertenceram à Operação Hardtack e tinham uma potência de 3,75 Mton.
- A 9 de julho de 1962, o míssil Thor 195, lançou o veículo de reentrada Mk4, contendo uma ogiva termonuclear W49, a uma altitude de 400 km. A ogiva explodiu com uma potência de 1,45 Mton. Este evento, denominado Starfish Prime, pertenceu ao teste nuclear Dominic-Fishbowl.
- Na mesma série de 1962: Checkmate, Bluegill, Kingfish e Tightrope.

A União Soviética testou vários explosivos nucleares em mísseis, na década de 1960, como parte do seu sistema de mísseis antibalísticos.